# Liste der Stolpersteine in der Provinz Alessandria

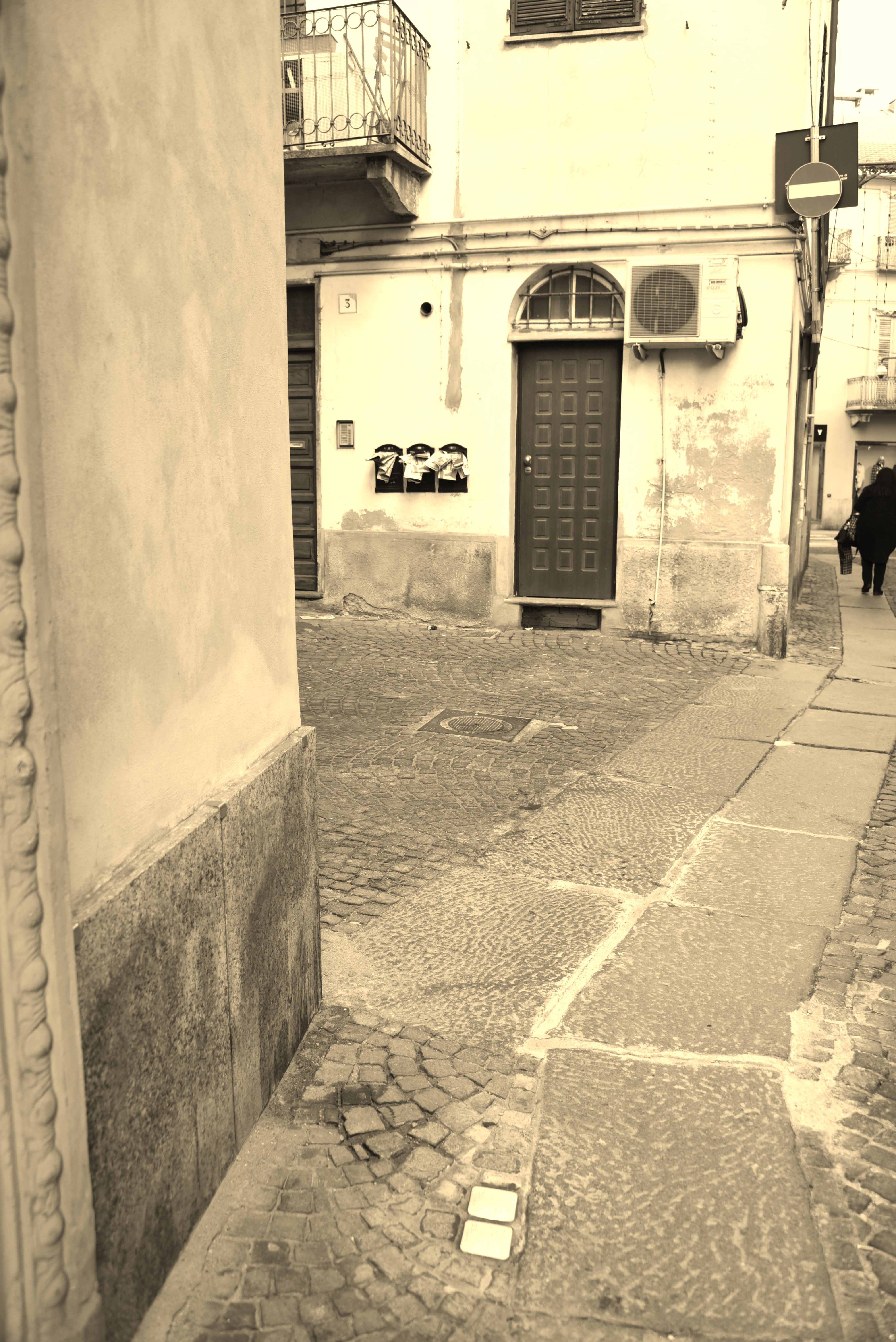
Stolpersteine für Mutter und Tochter Morello in Casale Monferrato

Liste der Stolpersteine in der Provinz Alessandria enthält die Stolpersteine in der italienischen Provinz Alessandria, Teil der Region Piemont. Sie erinnern an das Schicksal der Menschen dieser Provinz, die von den deutschen Nationalsozialisten ermordet, deportiert, vertrieben oder in den Suizid getrieben wurden. Die Stolpersteine wurden von Gunter Demnig verlegt, deren Name lautet auf Italienisch: pietre d'inciampo.
Die ersten Verlegungen in dieser Provinz erfolgten am 17. Januar 2016 in Casale Monferrato.

## Liste der Stolpersteine
Die Tabellen sind teilweise sortierbar; die Grundsortierung erfolgt alphabetisch nach dem Familiennamen.

### Acqui Terme
In Acqui Terme wurden elf Stolpersteine an sieben Adressen verlegt.
| Stolperstein | Übersetzung | Verlegeort             | Name, Leben                                               |
| ------------ | --- | ---------------------- | --------------------------------------------------------- |
|              | HIER WOHNTE ROBERTO ANCONA GEBOREN 1906 VERHAFTET 19.5.1944 DEPORTIERT 1944 AUSCHWITZ ERMORDET 10.2.1945 DACHAU           | Via Saracco, 11 ·      | Roberto Ancona, Sohn von Adolfo Ancona, letzter Rabbiner. |
|              | HIER WOHNTE ALDO BACHI GEBOREN 1912 VERHAFTET FEB. 1944 DEPORTIERT 1944 AUSCHWITZ ERMORDET 15.2.1945 MAUTHAUSEN           | Piazza Orto San Pietro | Aldo Bachi                                                |
|              | HIER WOHNTE ARTURO ENRICO BACHI GEBOREN 1910 VERHAFTET 7.12.1943 DEPORTIERT 1944 AUSCHWITZ ERMORDET 6.2.1944              | Piazza Orto San Pietro | Arturo Enrico Bachi                                       |
|              | HIER WOHNTE AVITO BACHI GEBOREN 1920 VERHAFTET 7.12.1943 DEPORTIERT 1944 AUSCHWITZ ERMORDET OKT. 1944                     | Piazza Orto San Pietro | Avito Bachi                                               |
|              | HIER WOHNTE MICHELE BACHI GEBOREN 1867 VERHAFTET 7.1.1944 DEPORTIERT 1944 AUSCHWITZ ERMORDET 6.2.1944                     | Piazza Orto San Pietro | Michele Bachi                                             |
|              | HIER WOHNTE ELISA DE BENEDETTI GEBOREN 1865 VERHAFTET 17.1.1944 DEPORTIERT 1944 AUSCHWITZ ERMORDET 6.2.1944               | Piazza Duomo           | Elisa De Benedetti                                        |
|              | HIER WOHNTE ERNESTA DE BENEDETTI GEBOREN 1856 VERHAFTET 17.1.1944 DEPORTIERT 1944 AUSCHWITZ ERMORDET 6.2.1944             | Corso Italia           | Ernesta De Benedetti                                      |
|              | HIER WOHNTE SMERALDA DINA GEBOREN 1855 VERHAFTET 17.1.1944 DEPORTIERT 1944 AUSCHWITZ ERMORDET 6.2.1944                    | Via Carducci           | Smeralda Dina                                             |
|              | HIER WOHNTE ENRICHETTA GHIRON GEBOREN 1863 VERHAFTET 17.1.1944 DEPORTIERT 1944 AUSCHWITZ GESTORBEN WÄHREND DES TRANSPORTS | Via Monteverde         | Enrichetta Ghiron                                         |
|              | HIER WOHNTE DORINA OTTOLENGHI GEBOREN 1886 VERHAFTET 17.1.1944 DEPORTIERT 1944 AUSCHWITZ SCHICKSAL UNBEKANNT              | Via Monteverde         | Dorina Ottolenghi                                         |
|              | HIER WOHNTE EDE TESAURA VIGEVANI GEBOREN 1895 VERHAFTET 17.1.1944 DEPORTIERT 1944 AUSCHWITZ SCHICKSAL UNBEKANNT           | Piazza Bollente        | Ede Tesaura Vigevani                                      |

### Alessandria
In Alessandria, der Hauptstadt der Provinz, wurden sieben Stolpersteine an zwei Adressen verlegt.
| Stolperstein | Übersetzung | Verlegeort                  | Name, Leben               |
| ------------ | --- | --------------------------- | ------------------------- |
|              | HIER WOHNTE VITTORINA ARTOM GEBOREN 1868 VERHAFTET 13.4.1944 DEPORTIERT AUSCHWITZ ERMORDET 23.5.1944                     | Via Giovanni Migliara, 10 · | Vittorina Artom           |
|              | IN ALESSANDRIA WOHNTE SAUL CAMPAGNANO GEBOREN 1910 VERHAFTET 29.11.1943 FLORENZ DEPORTIERT AUSCHWITZ ERMORDET 6.3.1944   | Via Milano, 5-7 ·           | Saul Campagnano           |
|              | IN ALESSANDRIA WOHNTE ERMELINDA COLOMBINA CARMI GEBOREN 1882 VERHAFTET 16.2.1944 DEPORTIERT AUSCHWITZ ERMORDET 26.2.1944 | Via Milano, 5-7 ·           | Ermelinda Colombina Carmi |
|              | IN ALESSANDRIA WOHNTE ERMENE ESTER CARMI GEBOREN 1890 VERHAFTET 16.2.1944 DEPORTIERT AUSCHWITZ ERMORDET 26.2.1944        | Via Milano, 5-7 ·           | Ermene Ester Carmi        |
|              | IN ALESSANDRIA WOHNTE IDA DE BENEDETTI GEBOREN 1890 VERHAFTET 16.2.1944 DEPORTIERT AUSCHWITZ ERMORDET 26.2.1944          | Via Milano, 5-7 ·           | Ida De Benedetti          |
|              | HIER WOHNTE CESARE SACERDOTE GEBOREN 1868 VERHAFTET 13.4.1944 DEPORTIERT AUSCHWITZ ERMORDET 23.5.1944                    | Via Giovanni Migliara, 10 · | Cesare Sacerdote          |
|              | IN ALESSANDRIA WOHNTE EMILIA VITALE GEBOREN 1879 VERHAFTET 3.12.1943 DEPORTIERT AUSCHWITZ ERMORDET 6.2.1944              | Via Milano, 5-7 ·           | Emilia Vitale             |

### Casale Monferrato
Die Verlegung der ersten Stolpersteine im Januar 2016 stieß auf großes Interesse der Bevölkerung in Casale Monferrato. Auch waren zahlreiche Familienmitglieder der reichen Nachkommenschaft der beiden ermordeten Frauen aus weiten Teilen Italiens angereist. Die Zeitschrift der Stadt berichtete bereits im Vorfeld ausführlich. Es sprachen Titti Palazzetti, der Bürgermeister von Casale Monferrato, und zwei direkte Nachkommen der Opfer, wobei einige wesentliche Lebensaspekte ans Licht der Öffentlichkeit kamen. Der Bürgermeister erinnerte einerseits an diejenige, die Juden halfen, andererseits an die rassistischen Gesetze des faschistischen Italiens und diejenigen, die sie umsetzten.
Nadia Coen, Enkelin bzw. Urenkelin der beiden Frauen, verlas einen Brief ihrer Großmutter Erminia Morello Lucia, gerichtet an deren Mutter. Die Zeitung Il Monferrato charakterisierte das Schreiben als „berührend“ (toccante). Erminia war wenige Tage nach Tod und Begräbnis ihres Ehemannes verhaftet und von deutschen Streitmächten verschleppt worden. Trotzdem gelang es ihr auf dem Weg nach Auschwitz, genau genommen in Piacenza, einen vertrauenswürdigen Menschen zu finden, der den Brief übernahm und an die alte Mutter, bereits im 80. Lebensjahr, sandte. Darin ermahnte die Tochter ihre Mutter, sich „gesund“ zu ernähren und auf sich zu achten, verspricht ihr, nach ihrer Ankunft ihre Adresse zu schicken und schließt „mit vielen Küssen und Segenswünschen“. Lia Erminia Tagliacozzo, Urenkelin bzw. Ururenkelin, war aus Venedig gekommen um zu berichten: „Als die Carabinieri sie suchten, war Erminia nicht zu Hause. Sie begab sich unmittelbar zur Quästur, denn sie habe doch nichts zu verstecken. Sie vermochte nicht zu verstehen, dass sie in Gefahr war, sie konnten keinen Anlass erkennen.“ Die Zeremonie wurde mit dem Kaddisch geschlossen.
In Casale Monferato wurden sieben Stolpersteine an vier Adressen verlegt.
| Stolperstein | Übersetzung | Verlegeort              | Name, Leben |
| ------------ | --- | ----------------------- | --- |
|              | HIER WOHNTE FAUSTINA ARTOM BOREGETTI GEBOREN 1870 VERHAFTET 13.4.1944 DEPORTIERT AUSCHWITZ ERMORDET 23.5.1944     | Via Pinelli, 3 ·        | Faustina Artom Borgetti |
|              | HIER WOHNTE ISAIA CARMI GEBOREN 1885 VERHAFTET 16.2.1944 DEPORTIERT 1944 AUSCHWITZ SCHICKSAL UNBEKANNT            | Vicolo Salomone Olper · | Isaia Carmi |
|              | HIER WOHNTE MATILDE CARMI FOÀ GEBOREN 1889 VERHAFTET 16.2.1944 DEPORTIERT 1944 AUSCHWITZ SCHICKSAL UNBEKANNT      | Vicolo Salomone Olper · | Matilde Carmi Foà |
|              | HIER WOHNTE RICCARDO FIZ GEBOREN 1869 INHAFTIERT 13.4.1944 DEPORTIERT AUSCHWITZ ERMORDET 23.5.1944                | Via Roma 134/136        | Riccardo Fiz wurde am 31. März 1869 in Casale als Sohn von Angelo Fiz und Erminia Castelfranco geboren. Er hatte einen jüngeren Bruder, Roberto (geb. 1873). |
|              | HIER WOHNTE ROBERTO FIZ GEBOREN 1873 INHAFTIERT 13.4.1944 DEPORTIERT AUSCHWITZ ERMORDET 23.5.1944                 | Via Roma 134/136        | Roberto Fiz |
|              | HIER WOHNTE EMILIA MORELLO LURIA GEBOREN 1885 INHAFTIERT 15.2.1944 DEPORTIERT 1944 AUSCHWITZ ERMORDET             | Via Balbo 10 ·          | Erminia Morello Luria wurde als Tochter von Aronne Morello und Eugenia Allegra Treves am 1. März 1885 in Casale Monferrato geboren. Sie heiratete Raffaele Lucia. Das Ehepaar hatte drei Töchter: Elda (1903–1988), Renata und Rina. Ihr Ehemann verstarb am 24. Januar 1944. Am 15. Februar 1944 wurde sie in Casale Monferrato verhaftet und zuerst im Kerker ihrer Heimatstadt festgehalten, dann ins Durchgangslager Fossoli überstellt und schließlich am 22. Februar 1944 ins Vernichtungslager Auschwitz deportiert. Der Transport Nr. 8 traf dort am 26. Februar 1944 ein. Erminia Morello Luria wurde am 30. Juni 1944 vom NS-Regime ermordet. |
|              | HIER WOHNTE EUGENIA TREVES MORELLO GEBOREN 1864 INHAFTIERT 13.4.1944 DEPORTIERT 1944 AUSCHWITZ ERMORDET 23.5.1944 | Via Balbo 10 ·          | Eugenia Allegra Treves Morello wurde als Tochter von Bonaiuto Treves und Linda Treves am 8. November 1864 in Casale Monferrato geboren. Sie heiratete Aronne Morello. Das Ehepaar hatte zwei Töchter und einen Sohn: Vina Eva, Erminia, geboren am 1. März 1885, und Leone. Am 13. April 1944 wurde sie in ihrer Heimatstadt Casale Monferrato verhaftet und im Gefängnis von Turin festgehalten, dann ins Durchgangslager Fossoli überstellt und schließlich am 16. Mai 1944 ins Vernichtungslager Auschwitz deportiert. Der Transport Nr. 10 traf dort am 23. Mai 1944 ein und Eugenia Treves Morello wurde noch am selben Tag vom NS-Regime in der Gaskammer ermordet. Ihre Tochter Erminia traf bereits am 26. Februar 1944 in Auschwitz ein und wurde dort am 30. Juni 1944 ermordet. |

### Novi Ligure
In Novi Ligure wurde ein Stolperstein verlegt.
| Stolperstein | Übersetzung                                                                                                | Verlegeort       | Name, Leben |
| ------------ | --- | ---------------- | --- |
|              | HIER WOHNTE SILVIO SALOMON OTTOLENGHI GEB. 1889 VERHAFTET 29.6.1944 DEPORTIERT AUSCHWITZ ERMORDET 6.8.1944 | Via Cavour, 67 · | Silvio Salomon Ottolenghi wurde am 5. Mai 1889 in Acqui Terme geboren. Seine Eltern waren Moise Sanson und Giuditta Ottolenghi. Er war mit Teresa Fassera verheiratet. Er wurde am 29. Juni 1944 in Novi Ligure verhaftet und war danach in dieser Stadt, danach in Alessandria, Turin und Mailand inhaftiert. Am 2. August 1944 wurde er mit dem Konvoi No. 14 in das Vernichtungslager Auschwitz deportiert. Er wurde unmittelbar nach der Ankunft am 6. August 1944 in einer Gaskammer ermordet. [ 8 ] |

## Verlegedaten
Die Stolpersteine in der Provinz Alessandria wurden von Gunter Demnig persönlich an folgenden Tagen verlegt:
- 17. Januar 2016: Casale Monferrato  (Via Balbo 10)
- 16. Januar 2017: Casale Monferrato (Via Roma 134/136)[9]
- 14. Januar 2018: Alessandria
- 15. Januar 2018: Acqui Terme
- 18. Januar 2018: Novi Ligure, Casale Monferrato (Vicolo Salomone Olper; Via Pinelli, 3)